# 帰途
| ウィキペディアには「帰途」という見出しの百科事典記事はありません（タイトルに「帰途」を含むページの一覧/「帰途」で始まるページの一覧）。 代わりにウィクショナリーのページ「帰途」が役に立つかもしれません。 |